# Registrierte Privatrunde
Eine registrierte Privatrunde (bis 2020 auch Extra Day Score oder EDS-Runde genannt) bietet dem Golfer die Möglichkeit, auch außerhalb eines vorgabenwirksamen Turniers sein Handicap zu verbessern. Es kann sich dabei aber ebenso verschlechtern.
Mit der Einführung des World Handicap Systems zur Saison 2021 kann jeder Golfspieler sich von einem zugelassenen Zähler zählen lassen und damit seinen Handicap-Index auch außerhalb eines Turniers an sein aktuelles Spielvermögen anpassen. Die Privatrunden müssen unter gleichen Bedingungen wie ein Turnier gespielt werden und vorher bei der Spielleitung angemeldet werden.

## Einschränkung der EDS-Runde im alten EGA-Vorgabensystem
EDS-Runden konnten bis 2020 von allen Spielern mit höheren DGV-Stammvorgaben als 4,4 (also Vorgabeklasse 2, 3, 4, 5 oder 6) gespielt werden. Es konnten beliebig viele Extra Day Scores eingereicht werden. Spieler der Vorgabenklasse l (+Bereich bis 4,4) durften hingegen keine EDS-Runden spielen.
Die erstmalige Erspielung einer DGV Stammvorgabe der Vorgabenklasse 5 konnte jedoch nur in einem vorgabewirksamen Wettspiel erfolgen. Heraufsetzungen (lies: Handicap-Verschlechterungen) erfolgten in der Vorgabenklasse 6 (37–54) nicht, jedoch wurde in den Vorgabenklasse 4 bei Nichterreichen der Pufferzone die Vorgabe um 0,1 heraufgesetzt. In der Vorgabenklasse 5 wurde man bei Nichterreichen der Pufferzone um 0,2 heraufgesetzt. Man wurde ebenfalls um 0,1 heraufgesetzt, wenn man nach erfolgter EDS-Runde die Scorekarte nicht fristgerecht im Club-Sekretariat eingereicht hatte.